# Clan Ōmura
 (septembre 2016).
Si vous disposez d'ouvrages ou d'articles de référence ou si vous connaissez des sites web de qualité traitant du thème abordé ici, merci de compléter l'article en donnant les références utiles à sa vérifiabilité et en les liant à la section « Notes et références ».
Le clan Ōmura (大村氏, Ōmura-shi) est un clan japonais dont l'origine remonte au Xe siècle quand Fujiwara Naozumi s'installe dans le Kyūshū et acquiert une importance locale. Après la guerre d'Ōnin, de 1467 à 1477, la péninsule de Sonogi se divise en une multitude de petits fiefs que les Ōmura entreprennent de conquérir.

## Ōmura Sumitada (1532-1587)
En 1474, le clan Arima voisin inflige une défaite à Ōmura Sumiyoshi et exerce par la suite une influence considérable sur les Ōmura. Au siècle suivant, Ōmura Sumisaki adopte un fils, Arima Haruzumi, décision qui entraîne de graves difficultés dans son propre règne à l’intéressé[pas clair], Sumitada. Goto Takaaki, l'autre fils de Haruzumi, se trouve déshérité du fait de cette adoption et après avoir définitivement rejoint le clan Goto, se montre extrêmement hostile vis-à-vis de son ancienne famille. En fait, Sumitada doit affronter la colère de certains seigneurs locaux, qui tous lui sont liés de diverses manières, y compris Saigo Sumitak (son beau-frère). En outre, les clans Matsuura et Arima se pressent aux frontières des Ōmura. Pourtant, Ryūzōji Takanobu, le plus puissant daimyō dans la province de Hizen, est encore la menace la plus sérieuse.
Confronté à la chute apparemment inévitable des Ōmura, Sumitada se tourne vers le seul parti qui semble capable de le soutenir, les Jésuites. En 1562, il permet à des prêtres chrétiens de venir prêcher sur son territoire et donne aux commerçants portugais des privilèges spéciaux dans le port de Yokoseura. En juin de l'année suivante, Sumitada devient le premier daimyo chrétien (kirishitan), baptisé du nom de « Dom Bartolomeu ». Les intrigues politico-religieuses de Sumitada n'apportent cependant rien de bon. La même année où il se fait baptiser, Goto Takaaki se rebelle et dans la bataille qui suit, Yokoseura est détruite. L'événement semble annoncer la chute d'Omura et, en 1566, Sumitada est contraint de quitter son quartier général de Aonogi-jo. Mais les Portugais sont à présent de retour et avec les armes qu'ils mettent à sa disposition, Sumitada peut reconquérir Sonogi et renforcer sa position.
Ōmura réussit à repousser ses nombreux rivaux pendant les deux décennies qui suivent et les navires portugais continuent de pénétrer dans les ports des Ōmura. L'alliance avec les Jésuites est plus ou moins une bénédiction pour Sumitada bien qu'il provoque l'hostilité des familles. En 1572, Saigo Sumitaka est à la tête d'une association des ennemis Ōmura, une menace que Sumitada affronte en 1574 avec l'aide de quatre navires de guerre portugais. Pendant les années 1570, la mission japonaise connaît un tournant. Sumitada, avec lequel de nombreux autres samouraïs ont été baptisés, contraint ses subordonnés ainsi que les moines bouddhistes, à assister à des leçons d'instruction chrétienne, ce qui entraîne des conversions de masse ou des exclusions. Du point de vue des Portugais, la conversion de Sumitada représente une évolution encourageant mais qui ne porte guère de fruits, au moins jusqu’en 1580. Cette année-là, Ryuzōji Takanobu devient le plus puissant daimyo du nord de Kyūshū et ses incursions vers Sonogi contraignent Sumitada à de généreux dons aux Jésuites. Le 9 juin, il leur transfère son autorité juridique sur le port de Nagasaki.
Cet événement est suivi de deux invasions du clan Ryūzōji (1577 et 1578) et n'est pas de nature à assurer la survie des Ōmura, pas plus que la présence chrétienne dans la province de Hizen. Par-delà toute motivation religieuse, Sumitada gagne beaucoup à la poursuite du commerce avec les Portugais, particulièrement si cela a pour conséquence la fin de la guerre avec les Ryuzōji. Comme Takanobu veut expulser les étrangers, les Ōmura doivent s'adapter et Sumitada « offre » officiellement Nagasaki aux Jésuites tout en conservant le droit d'empocher les droits de douane. Plus tard cette même année, les Ōmura se rendent à Saga et se rangent dans le camp des Ryuzōji.
Takanobu hésite à affronter les Portugais car la puissance de ces « barbares du Sud » comporte toujours un élément d'ordre inconnu. Exactement comme l'a espéré Sumitada, Takanobu Nagasaki laisse Nagasaki en l'état et les Jésuites peuvent annoncer à Rome un retournement imprévu.
Les Ōmura sont à présent vassaux des Ryuzōji. L'attention de Takanobu se tourne alors vers les Arima de la péninsule de Shimabara, qui, comme les Ōmura, ont demandé leur aide aux étrangers. En 1584, Shimazu Yoshihisa envoie un corps expéditionnaire pour soutenir les Arima, ce qui motive Takanobu à prendre personnellement la tête d'une armée vers Shimabara. Sumitada doit mener ses hommes en renfort mais se met en route trop tard et manque la bataille décisive de Okina wa date[Quoi ?]. Takanobu est tué au combat et le paysage politique est radicalement modifié à Hizen.
En 1587, Toyotomi Hideyoshi arrive à Kyūshū et les Ōmura se soumettent à lui bien qu'ils doivent enregistrer la perte de Nagasaki. Sumitada meurt cette même année et Ōmura Yoshiaki (1568-1615) lui succède.

## L'héritage des Sumitada
Comme son père, Ōmura Yoshiaki est chrétien et son nom de baptême est « Dom Sancho ». Yoshiaki prend part à la guerre Imjin de 1592 et dirige 1 000 hommes sous Konishi Yukinaga. En 1600, il décide de rester neutre durant la bataille de Sekigahara et reçoit conséquemment l'ordre de se retirer au profit de son fils Suminobu. Bien que ce dernier ait été baptisé dans sa jeunesse, il persécute les chrétiens qui vivent dans la région d'Ōmura et aide à réprimer la rébellion de Shimabara (1637-1638). Les Ōmura restent une maison de daimyos jusqu'à la chute du shogunat Tokugawa et l'abolition des provinces au XIXe siècle.

## Source de la traduction
- (de) Cet article est partiellement ou en totalité issu de l’article de Wikipédia en allemand intitulé « Ōmura (Klan) » (voir la liste des auteurs).